# November
November måned er opkaldt efter novem, latin for "9" (idet marts i sin tid var årets første måned). Ældre dansk navn er slagtemåned.

## November i Danmark

### Normaltal for november
- Middeltemperatur: 5,5 °C
- Nedbør: 70 mm
- Soltimer: 53

### Vejrrekorder for november måned
- 1902 – Den tørreste med kun 13 mm nedbør.
- 1919 – Den koldeste november med en middeltemperatur på 0,7 °C. Max- og minimumtemperaturen var hhv. 10,1 og -16,1 °C.
- 1968 - Den højeste lufttemperatur målt i november: 18,5 °C i Faksinge.
- 1969 – Den vådeste med hele 155 mm nedbør.
- 1973 - Den laveste lufttemperatur målt i november: -21,3 °C i Egvad ved Tarm.
- 1989 – Den solrigeste med hele 88 soltimer.
- 1993 – Den solfattigste med kun 19 soltimer.
- 2006 – Den varmeste november med en middeltemperatur på 8,1 °C. Max- og minimumtemperaturen var hhv. 16,6 og -6,7 °C .[1]

## Ekstern henvisning
- Dmi: Månedens vejr Arkiveret 30. juni 2007 hos  Wayback Machine

1. ↑  "dmi.dk – Rekordvarm november". Arkiveret fra originalen 11. marts 2007. Hentet 5. december 2006.